# Ingo Molnár
Ingo Molnár – węgierski programista, obecnie senior programista jądra Linux w firmie Red Hat. Jego praca nad jądrem serii 2.6.x jest ukierunkowana głównie na optymalizację algorytmów szeregowania. Stworzył on algorytm O(1) scheduler, który jest stosowany w jądrach do wersji 2.6.23 oraz algorytm Completely Fair Scheduler, który został włączony do głównej gałęzi jądra w wersji 2.6.23.